# Lei de Velpeau
Em medicina, a  lei de Velpeau remete à ideia de que 'casos raros vêm aos pares'. Alfred Velpeau, médico, anatomista e cirurgião francês, teria percebido que um paciente procurava um hospital com uma doença muito rara, e, dias ou até semanas depois, outro paciente, sem ligação com o primeiro, também procurava o mesmo serviço com a mesma doença. A Lei não é muito citada em livros, porém é ensinada aos alunos de medicina que, no decorrer da sua vida como médicos, evidenciarão várias vezes essas coincidências de repetição de condições raras em curto espaço de tempo.